# Coenonympha thyrsis
Coenonympha thyrsis (лат.) — вид дневных бабочек из семейства Бархатниц. Эндемик острова Крит. Видовой эпитет образован от греческого thyrsos — деревянный посох или жезл.

## Описание
Половой диморфизм выражен слабо. Вид имеет сходство с Coenonympha рamphilus. Верхняя сторона крыльев коричневато-охристая или слегка оранжевая, с нечетким тёмно-коричневым краем и размытым тёмным пятном у кончика (вершины) переднего крыла. Нижние стороны задник крыльев изменчивы, бело-жёлтого, серого или буроватого цвета со светлой поперечной полосой. Нижняя сторона передних крыльев более насыщенного оранжевого цвета, с белым пятнышком и яркой окантовкой главного пятна у кончика крыла.
В отличие от сенницы обыкновенной, ряд глазков на нижней стороне задних крыльев обычно чётко выражен. На нижней стороне переднего крыла волнистая темная линия проходит по диагонали от переднего края к внутреннему углу. Кроме того, гениталии самцов и особенности усиков отличают их от сенницы обыкновенной.
На больших высотах бабочка мельче, чёрная полоса на верхней стороне крыльев более узкая, а нижняя сторона менее контрастная.

## Похожие виды
- Coenonympha pamphilus
- Coenonympha vaucheri
- Coenonympha corinna

## Распространение
Coenonympha thyrsis встречается только на Крите на высоте до 1800 метров над уровнем моря, где вид широко распространён.

## Биология
Взрослые особи встречаются на сухих склонах с зарослями из тимьяна и колючих растений, между которыми растёт редкая трава, а также в открытых кустарниковых зарослях. В изобилии встречаются на богатых цветами участках по обочинам дорог, речных долин и тропинок. Сразу после приземления закрывают крылья.
Об образе жизни гусениц ничего не известно. Однако, основываясь на своих наблюдениях на Крите летом 1903 года, энтомолог Мартин Хольц предполагает, что яйца откладываются на неуказанный им вид рода чабер, который также служит гусеницам кормовым растением.
Coenonympha thyrsis развивается в нескольких поколениях в год. Время лёта с начала мая по начало июля и с конца июля по август и начало октября. 